# 朱維藩
朱維藩（1544年—？），字价卿，號貞石，直隸淮安衛中左所人，官籍，明朝政治人物。

## 生平
隆慶元年（1567年）丁卯科應天府鄉試第三十名，萬曆五年（1577年）丁丑科會試第一百二十名，登三甲第一百二十名進士。授浙江鄞县知县，擢南京礼科给事中。巡视營務，二十年九月升江西按察司副使。

## 家族
曾祖朱鐘，曾任千戶 封武略將軍；祖父朱濟，贈武略將軍；父朱鸞，曾任進階指揮僉事。母王氏（封宜人）；繼母謝氏。具慶下。